# 生類憐れみの令
生類憐れみの令（）は、江戸時代後期、江戸幕府の第5代将軍・徳川綱吉によって制定された「生類を憐れむ」ことを趣旨とした諸法令の通称。

当時中野犬小屋の区域に含まれていた、中野区役所前に建立されたモニュメント

捨て子や病人、高齢者、動物の保護を目的とした。動物については犬、猫、鳥、魚、貝、虫など多岐に及んだ。

## 政策開始の理由
貞享4年（1687年）10月10日の町触では、綱吉が「人々が仁心を育むように」と思って生類憐れみの政策を打ち出していると説明されている。また元禄4年には老中が諸役人に対して同じ説明を行っている。儒教を尊んだ綱吉は将軍襲位直後から、仁政を理由として鷹狩に関する儀礼を大幅に縮小し、自らも鷹狩を行わないことを決めている。
根崎光男はまた、天和3年（1683年）に綱吉の子・徳松が5歳で病死しているが、この頃から死や血の穢れを意識した政策である服忌令の制定が進められており、子の死によって綱吉の思考に、生類憐れみの観念が助長されていったとみている。
かつては跡継ぎがないことを憂いた綱吉が、母桂昌院が帰依していた隆光僧正の勧めで発布したという説が知られていた。ただし、隆光を発端と見る説は近年後退しつつある。この説は太宰春台が著者ともされる『三王外記』によるものであるが、隆光が知足院の住侍として江戸に滞在するようになった貞享3年（1686年）以前から、生類憐れみ政策は開始されている。
塚本学は綱吉個人の嗜好に帰すのではなく、当時の社会状況に対する一つの対策であったと指摘している。

## 生類憐れみ政策のはじまり
一連の生類憐れみ政策がいつ始まったかについても議論がある。塚本学はいつから始まるかは明確にできないとしているが、主な初発の時期とされるものには以下の説がある。
- 天和2年（1682年）10月、犬を虐殺したものを極刑にした例。辻達也はこれを生類憐み政策のはしりとしている[1]。ただし、寛文10年代にも許可なく犬を殺すものは処罰の対象であり、犯人は追放や流罪に処されており、各藩においても犬殺しは重罪であった[10]。
- 貞享元年（1684年）、会津藩は老中から鷹を献上する必要がないという通達を受けているが、この際に幕府が「生類憐乃事」を仰せだされた時期という言及がみられる。根崎光男はこの記述から貞享元年5月から6月ごろにかけて、何らかの生類憐れみに関する政策が打ち出されていたと見ている[11]。
- 貞享2年（1685年）2月、鉄砲を領主の許可なしに使用してはならないという法令[12]
- 貞享2年7月14日、将軍の御成の際に、犬や猫をつなぐ必要はないという法令[12]。2005年頃からは最も支持されている[12]。
- 貞享4年（1687年）、病気の牛馬を捨てることを禁じた法令[12]。この法令が初発であるという説が長い間定説化していた。

少数ではあるが、徳川家綱時代から生類憐れみ政策が行われていたという見解も存在する。
東京帝国大学教授の三上参次は、生類憐みの令の初発を貞享2年に置いている。

## 運用
山室恭子は『黄門さまと犬公方』（1998年）において、生類憐れみの令で処罰された69件の事例をあげている。うち極刑となったものは13件で、前期に集中している。
処罰の事例は『鸚鵡籠中記』や『三王外記』などの当時の記録に存在しており、後に徳川実紀にも引用されているが、根拠が疑わしいものも多く存在する。『御当代記』には「2つある噂のひとつとして」、蚊を殺したために小姓の伊東淡路守が閉門となったという記述があるが、歴史書の中にはこれを事実として扱っているものもある。
徳川家康は鷹狩を好んだが、鷹狩もこの政策により禁止され、また鷹狩の獲物などの贈答も禁じられた。
地方においても生類政策の影響は及んだ。馬の保護に関する法令については老中が各藩に対して通達を行い、これをうけた薩摩藩は当時支配下においていた琉球王国にも通達している。
ただし運用はそれほど厳重ではなかった地域もある。『鸚鵡籠中記』を書いた尾張藩士の朝日重章は魚釣りや投網打を好み、綱吉の死とともに禁令が消滅するまでの間だけでも、76回も漁場へ通いつめ「殺生」を重ねていた。
また長崎では、もともと豚や鶏などを料理に使うことが多く、生類憐みの令はなかなか徹底されなかったとみられている。長崎町年寄は、元禄5年（1692年）および元禄7年（1694年）に、長崎では殺生禁止が徹底されていないので今後は下々の者に至るまで遵守せよ、という内容の通達を出しているが、その通達の中でも、長崎にいる唐人とオランダ人については例外として豚や鶏などを食すことを認めていた。江戸城では貞享2年から鳥・貝・エビを料理に使うことを禁じているが、公卿に対する料理としては使うことを認めている。これは生類政策よりも儀礼を重視したためとみられている。
特に犬を保護したとされることが多く、綱吉が「犬公方」と呼ばれる一因となった。徳川綱吉が丙戌年生まれのためともされる。

## 廃止
宝永6年（1709年）正月、綱吉は死に臨んで世嗣の家宣に、自分の死後も生類憐みの政策を継続するよう言い残したが、同月には犬小屋の廃止の方針などが早速公布され、犬や食用、ペットなどに関する多くの規制も順次廃止されていった。家宣が生類憐みの令を撤回したことを農民は喜んでいた。
ただし、牛馬の遺棄の禁止、捨て子や病人の保護など、継続した法令もある。また、将軍の御成の際に犬や猫をつなぐ必要はないという法令は綱吉の死後も続き、8代将軍・徳川吉宗によって廃止されている。鷹狩が復活したのも、吉宗の代になってからである。

## 評価
生類憐れみの令は庶民の生活に大きな影響を与えたため、「天下の悪法」と評価されることが多く、綱吉への評価を下げる原因となった。現在でも、極端な理想主義の法律・法案などに対する批判として、「現代の生類憐れみの令」のように揶揄の対象にもなる。
綱吉死後の政権に関与した新井白石は、『折たく柴の記』などで生類憐れみ政策を批判している。また、戸田茂睡も『御当代記』において批判を行っている。これらの評価は生類憐れみの令に対する悪評を高めた。一方で白石は家宣を顕彰する目的で、茂睡は政権批判の立場から、事実を誇張しているという指摘も行われている。
しかし、1980年代以降の研究では、生類憐れみの令は儒教に基づく文治政治の一環であるとして、再評価がなされている。また、生類憐れみの令の一環として出された「捨て子禁止令」（1690年）が綱吉の死後も続いたことから、生類憐れみの令は、子どもを遺棄することが許される社会から許されない社会への転換点となったとも評価される。そして、子どもを遺棄する行為が悪と考えられるようになったことから、遺棄された子どもを保護する仕組みが構築されていったと指摘される。
歴史教科書でも悪法という扱いであったが、1990年代末よりは社会の変革を意図した法であるという解説も多くつけられている。

## 年表
- 天和3年（1683年）
  - 2月3日：生類、高級織物などぜいたく品の輸入を禁止する[27]。
  - 2月29日：「辻番ハ道路ノ病人、酒酔イヲ介抱スヘシ」[27]。

- 貞享元年（1684年）
  - 会津藩に対し、「生類を憐れむ」ためとして、鷹の献上を禁じる[28]。
  - 4月6日：上総国市場村の惣右衛門、御鷹場で鳥を捕まえ、老中指図により牢屋斬罪[27]。ただしこれは、幕府の狩場での勝手な猟はそもそも禁止であり、生類憐みの令とは深い関係は無い。
  - 8月28日：生類憐みの令に反対の立場であった大老の堀田正俊が、若年寄の稲葉正休に刺殺された。

- 貞享2年（1685年）
  - 2月12日：高札立つ。「近ごろ江戸近辺でみだりに鉄砲を撃つ者がいる。捕まえた者、訴えた者に賞金を出す」[27]。
  - 4月14日：駿河国上柚野村の佐野藤兵衛、武州羽生領下之村の伝兵衛の案内で鶴2匹を撃つ。2人とも品川獄門（鈴ヶ森刑場にて晒し首）[29]。
  - 5月21日：上総国神納村の弥五兵衛、御法度の場所で鉄砲を使い鳥を撃ち、牢屋斬罪。首は神納村で獄門[29]。
  - 7月14日：将軍御成の道では犬・猫を繋がずに放しておいて構わない
  - 7月14日：御成り道に犬が出ないよう門前の犬数十匹を捕まえ、俵に詰めて隅田川に沈めた浅草観音の手代、遠島になる。「僧侶の法にそむいた」と浅草観音別当知楽院忠運と代官閉門。8月6日忠運は追放[29]。
  - 9月18日：以前からの禁止である馬の筋を延ばさないこと
  - 11月7日：江戸城において、鳥・貝・エビを料理に使うことを禁じる[19]。
  - 12月16日：旗本清水権之助（清水政広）組の三郎左衛門、新吉原で網を張り鴨を捕る。翌年1月18日牢死。死骸取り捨て[29]。
  - 12月25日：鷹匠頭の間宮左衛門の同心2人精進日に鶴を捕獲し死罪、鷹師切腹。間宮は職を奪われ閉門[29]。

- 貞享3年（1686年）
  - 2月3日：「馬の尾を巻くのは雨天の時、縄二重までならよい。馬喰の馬は拵え馬と紛らわしく一切禁止」[29]。
  - 2月7日：「馬の尾先を焼くのは養生（治療）のためならよい。尾ぐきを切り、焼きごてをあてるのは禁止」[29]。
  - 6月6日：御小姓の伊東基祐（伊東淡路守）、服忌令を守らず、頬にとまった蚊を手で打ち殺し供奉したため、閉門処分[29]。
  - 7月19日：大八車でイヌや猫を轢かないように注意することと、最前からの通達のように、野犬に餌をやらないことと、生類のやり取りをしない風潮があるとして、「生類あわれみ」の志をもって対応するように申し付けた法令。「生類あわれみ」の語が登場する最初の法令[30]。
  - 9月1日：伊予国西条藩主松平頼純（松平左京大夫）使用人の加左衛門、酒を飲み前後不覚、南青山で米を積んだ馬の尻を小刀で刺す。牢舎、追放[29]。
  - 9月5日：芝車町（港区高輪）長蔵の大八車が船町（日本橋室町）で犬をひき殺す。長蔵は牢舎入り、8日後に赦免される[31]。
  - 12月16日：永井直敬（永井伊賀守）家来召使、長谷川町（日本橋堀留町）で犬を突き殺す。酒狂い、揚屋（武士などが入る牢屋）入り、同24日赦免[31]。

- 貞享4年（1687年）
  - 1月1日：病馬を捨てることを禁止
  - 1月28日：諸藩に初めて生類憐みの令が発令される。「生類の病気が重ければ死なないうちに捨てるように聞いている。不届きである。ひそかに捨てる者がいれば訴え出なさい。褒美を下される」[31]。
  - 2月4日：江戸城台所頭の天野五郎太夫、八丈島に遠島。本丸の井戸に蓋を忘れ、猫が2匹落ちて死んだ。さらにそれを知らずに井戸水を使って料理を行ったため。[31]。
  - 2月11日：「町内の犬の毛色などを記しておきなさい。いなくなったら犬は探さなくてよい」[31]。
  - 2月16日：「鷹場での殺生を禁じる。ひそかに鷹を使う者がいれば訴え出なさい」[31]。
  - 2月21日：「老中に心得違いがあった。養い置いた犬が見えなくなったら尋ねて探しなさい。犬がいなくなった時、よそから別の犬を連れてきて数合わせをしてはならない」[31]。
  - 2月21日：「（将軍、老臣への）鳥類献上は年に1度、少量。生きた魚、貝類は禁止」と諸大名に命じる[31]。
  - 2月27日：魚鳥類を生きたまま食用として売ることを禁止（鶏と亀と貝類も含む）
  - 2月28日：「御触れが出て急に鳥を絞め殺すのはいけない。生きた魚、生いけすの魚、貝類のほか鯉、鮒、海老など生きたものの商売は禁止」貝採り漁民困窮の訴えでひな祭りのハマグリ解禁[31]。
  - 3月26日：「鳥類（食用）飼育禁止。鶏、アヒル、唐鳥などは餌がないと飢えるので飼ってもよい」[31]。
  - 3月28日：新銀町(神田司町)の奥平、板橋で犬を切り捕まる。酒酔い記録なし。4月6日江戸追放[32]。
  - 4月：捨て子を養育すること、人が傷つけた鳥類・畜類は届け出るように通達[5]。
  - 4月7日：駿河国田中藩主土屋政直（土屋相模守）中間、数寄屋町(中央区銀座)で犬7、8匹に吠えかけられ衣類にかみつかれ、脇差を抜き払い、犬を傷つける。揚屋入り。不意のことにつき、6月4日赦免[32]。
  - 4月9日：病馬を捨てた武蔵国神流川領寺尾村(横浜市)の3人が三宅島へ遠流に処される。同領代場村の7人も流罪。（武蔵国村民10人）[5][32]。
  - 4月10日：小石川御殿番・保泉市右衛門の奴僕角右衛門、喧嘩していた犬を脇差で切り逃走。のち出頭した。八丈島に流罪となる。主人の保泉は俸禄を召上げられる[32]。
  - 4月11日：「捨て子は届けなくてよい。望むものにあげてよい。金銭は不要」「鳥類、畜類を人が傷つけたら届けなさい。とも食い、自ら痛みわずらう時は届けなくてよい」「主なき犬、居つかないように食べ物をやらないのは不届き。左様にしてはならない」「飼い置いた犬が死んでも別条なければ届けなくてよい」「犬に限らず、生類、人々、慈悲の心を元としてあわれむことが肝要である」[32]。
  - 同日：師匠の弔い帰りの権兵衛、神田鍋町（千代田区鍛冶町）で犬3匹が師匠女房の駕籠に吠えかかり、脇差を抜き追い払い、犬の耳を傷つける。「不届き」と揚屋入り後、6月24日江戸十里四方追放[32]。
  - 4月21日：「犬猫が死んだら捨ててはいけない。埋めておきなさい」[32]。
  - 4月23日：「町中で生きたイモリ、黒焼き商売を禁じる」[32]。
  - 4月30日：江戸城中門を警護する持筒組与力、同心遠慮を命じられる。門上の鳩に小石を投げ追い払ったため[32]。
  - 5月12日：岡部隠岐守六尺（駕籠かき）角左衛門、当月11日西ノ久保（港区神田町付近）で犬を切り殺す。辻番が捕え、牢舎入り。10月20日牢死[33]。
  - 6月10日：大八車で味噌を運ぶ召使2人、宇田川町（港区浜松町）でアヒルをひき殺す。牢舎後同24日赦免[33]。
  - 6月23日：宇田川町(港区)の文四郎、駄馬馬を脇差で切る。馬と百姓けが。酒で記憶なし。7月16日赦免[33]。
  - 6月26日：多々越甚大夫（旗本秋田季品の家臣）が、徳川家綱の命日である6月8日に、吹矢で燕を撃ち、5歳児の病気養生に食わせたため死罪。これを見ていた同僚の山本兵衛は八丈島へ流罪[33]。
  - 7月2日：「（江戸の町）どこでも生類売買禁止。虫を飼うこともいけない」。同日、京橋の虫売りが牢舎処分。桧物町（中央区日本橋）の三助、井戸の樋を転んで落とし、これが犬に当たり死んだ。牢舎後、同6日赦免[33]。
  - 7月3日：馬を引いていた九兵衛、下舟町（日本橋小舟町）で鶏を踏み殺す。牢舎後、8月15日赦免[33]。
  - 9月13日：「辻番人は生類を傷つけた往来の者がいれば人を同行させ、居所を確かめ、目付に申し出なさい」[33]。
  - 9月29日：倒れた馬を放って帰り、死なせた武蔵国下仙川村（調布市）の次郎兵衛が牢舎。12月29日八丈島流罪[33]。
  - 12月9日：「鹿猪の害があれば玉を込めずに鉄砲でおどしなさい」[33]。
  - 12月12日：「最近も捨て馬する者がいる。この度も流罪を仰せ付けた。今後も重科とする」[33]。
  - 12月23日：「捨て馬御慈悲をもって今度も流罪とした。理由によっては御代官、地頭の責任とする」[34]。
  - 　月不明：常陸国下館藩主増山正弥（増山兵部）[注釈 2]の家来、犬にかまれ、その犬を切り殺した罪で切腹。土屋大和守の家来、犬にかまれ少し犬を切り江戸追放。大和守も遠慮を命じられる。土井信濃守[35]中間、犬をたたいた罪で扶持を奪われる[34]。

- 元禄元年（1688年）
  - 1月29日：「屋号、人名などに鶴の字、鶴の紋の使用禁止する」[34]。
  - 2月18日：トビとカラスの巣払い令を出す。江戸町人地を除く。(元禄6年2月から江戸町人地にも発令)[34]。
  - 4月12日：餌差の弥兵衛、前夜浅草たんぼで網を張り鴨を獲る。揚屋入り後、翌年8月12日隠岐島に流罪[34]。
  - 5月29日：1月20日に鶏2羽を売った飴売り伊右衛門、品川で獄門。仲介した増上寺門前町（港区）与四兵衛は4月8日に牢死。鳥を買った新堀同朋町与兵衛は5月10日に牢死。岩井町（千代田区岩本町）の清兵衛、品川などで鳥を獲ったと白状し、本所三つ目横堀で獄門。芝金杉（港区）の作右衛門、本所三つ目横堀で獄門。1月26日に同所八兵衛ら茶船を借り、もち縄を使い押上村（墨田区）で白雁4羽を捕らえる。八兵衛は牢中で患い病死。6月19日囚人待遇改善[34]。
  - 5月30日：鳩をおびき寄せるための鳩笛が役に立たず小細工奉行大類次郎衛と手代ら3人追放、町大工1人手鎖。御城中門で鳩に小石を投げた御小人新右衛門を江戸から追放[34]。
  - 6月19日：牢死が多く、囚獄（小伝馬町）の待遇改善を命じる。冬に風が吹き抜けないよう所々に格子を設け、行水は月に5度ずつ、宿無しには雑紙をやり、秋には布子を1枚増やして2枚与えるようにした[34]。
  - 8月22日：餌差頭の内田市郎右衛門父子が佐渡島へ、子弟6人が薩摩国へ流罪。鳥銃を隠していた罪[36]。
  - 8月27日：留守居番与力の山田伊右衛門、門外に子犬が捨ててあったのを養わなかったため追放[36]。
  - 10月3日：武蔵国新羽村（横浜市港北区）の西方寺、コウノトリが巣を掛けた木を切り閉門処分。村人も罪を蒙る[36]。
  - 10月9日：道中奉行御触れ「病牛馬捨ててはいけない。病気の旅人には薬をやり面倒を見なさい」[36]。
  - 12月25日：武蔵国上忍田村で鳥を捕まえていた百姓の安左衛門、犬が吠えかかるので鎌を投げつけた。犬は左前足に少々けが。名主より訴えがあり、牢舎。翌年2月27日に神津島へ流罪[36]。

- 元禄2年（1689年）
  - 1月9日：神田鍛冶町の久兵衛、鶏をしめ、毛をむしり捕まる。約2年間牢舎、のち赦免[36]。
  - 1月16日：芝金杉(港区)の山伏法光院、犬2匹を切り怪我をさせた。酒で記憶なし。牢舎後、2月6日追放[36]。
  - 2月2日：側用人で犬支配役喜多見重政が罷免され改易。
  - 2月27日：病馬を捨てた武士14人、農民25人、神津島に流罪[36]。
  - 3月6日：湯島広小路辻番3人、水路内に犬の死体があり、番を申し付けられたが、近くを立ち回るうちに上流の堰板が外されて増水、犬の死体は押し流されて見えなくなった。3人は牢舎後、江戸五里四方追放処分[36]。
  - 5月11日：生類憐みの令以前のことが罪に問われた。貞享3年（1686年）9月から同4年（1687年）2月まで持弓頭（城警備担当）の中根正和（中根主税）に捕えられ、牢舎入り。中根の交代[注釈 3]で身柄が後任に引き渡され、以下全員死罪となる。清兵衛・五郎左衛門・鮒屋市郎兵衛・善兵衛・勘兵衛、お堀で鯉鮒獲り、牢屋死罪。八兵衛、お堀の鯉鮒買い取り、牢屋死罪。安左衛門・仁左衛門・久兵衛、お堀で鯉鮒獲り、牢屋死罪後、獄門[37]。
  - 6月28日：「猪鹿狼は害になる時のみ銃で撃ってよい。死骸はそこに埋め、売ること食べることを禁止する」[37]。
  - 10月4日：評定所目安読の坂井伯隆、閉門。評定所で犬が喧嘩をしているのを止めず、犬が死んだため[37]。
  - 10月9日：白金台（港区）の安右衛門ら6人、3月14日猪狩り。薩摩国の島へ流罪。ほか1人、隠岐島へ流罪[37]。
  - 10月10日：病気の犬にも餌を与えるよう通達[5]。
- 元禄3年（1690年）4月18日：常陸国作屋村（つくば市）の酒屋平兵衛、馬を打ち殺し江戸十里四方と在所追放[37]。
  - 10月25日：捨て子禁止令。「捨て子はいよいよ御禁制である。養育できなければ申し出なさい」[38]。
  - 11月3日：7歳までの子供の届け出制。「子供の出生、死亡、奉公、養子、引越、名主方の帳面につけ置くこと」[38]。
- 元禄4年（1691年）8月12日：小野吉兵衛組の餌差弥五兵衛、隠岐島へ流罪。元禄元年（1688年）4月12日浅草たんぼで鴨を獲り揚屋入り[38]。
  - 8月11日：「公方様に糞を落しカラス八丈島に島流し」[38]。
  - 8月12日：上餌差町（文京区小石川）の忠兵衛、揚屋入り約3年半ののち隠岐島へ流罪。元禄元年（1688年）2月放し雀（寺社参りの人が放生する雀）売りの権七に雀50羽を売る[38]。
  - 8月13日：小石川源覚寺前（文京区）、放し雀売りの権七、揚屋入り約3年半ののち薩摩へ流罪。甲州秋元摂津守領の百姓権左衛門、薩摩へ流罪。鉄砲で鳥打ちした。摂津守家来が召し連れ7年前に揚屋入り。牢内で患い、いったん外に出たが、回復し再度揚屋入り後、流罪[39]。
  - 10月21日：蛇を使って客を集め、薬を売った南小田原（中央区築地）の藤兵衛、蛇を貸した市右衛門の2人捕まる、市右衛門は11月16日牢死、死骸取り捨て。藤兵衛は翌年2月江戸追放[39]。
  - 10月24日：蛇使いの興行と、犬・猫・鼠に芸を覚えさせて見世物にすることを禁止[24]
  - 11月22日：旗本鳥居久大夫の召使三助ら3人死罪。11月11日門前にいた鷺を殺して食べる[39]。

- 元禄5年（1692年）
  - 1月：喜多見（世田谷区）に病犬を収容する犬小屋を建設する。病馬も収容した[39]。
  - 2月6日：1年前まで蛇を使い薬売りしていた又兵衛、半年前にやめた次兵衛、牢舎。6月6日江戸追放[39]。
  - 8月石田坂村（青森県五所川原市）の次兵衛、熊を殺して食し津軽藩より老中に報告。牢舎11か月、新島に流罪[40]。

- 元禄6年（1693年）
  - 4月30日：「遠国で猪鹿狼の害がある時はまず空砲、害がやまないなら鉄砲で打ち鎮め、下々が難儀しないよう後日大目付に書付を出せばよい。生類憐みは人々に仁心が備わるようにとの思し召しである」[40]。
  - 8月9日：高田馬場（新宿区）で埋めた猪を掘り出し隠した非人3人、死罪[40]。
  - 8月、趣味としての釣りを禁止する禁令が通達される[24]

- 元禄7年（1694年）
  - 3月11日：「馬のもの言い」事件で浪人の筑紫団右衛門、斬罪。流罪を言い渡された八百屋の惣右衛門牢死。とばっちりで落語家の鹿野武左衛門、伊豆大島に流罪。この事件に関して口書（調書）を取られた江戸町民35万3588人[41]。
  - 7月4日：霊岸島（中央区）の七左衛門、鶏のひなを食った家主の猫を殺す。牢舎後、同12日江戸十里四方追放[41]。
  - 8月2日：歩行頭佐野内蔵丞の知行所の上飯田村（横浜市泉区）で猪狩りが行われ、内蔵丞は職を奪われ、逼塞処分[41]。
  - 8月6日：上飯田村の百姓に猪狩りを命じた内蔵丞家来の酒井井伝左衛門、品川（鈴ヶ森刑場）で獄門。猪肉を切り取った百姓5人、隠岐島へ流罪。正直に話さなかった百姓4人追放。訴状を差し出した上飯田村百姓の忠兵衛、江戸市中引き回し品川で磔。息子は遠島[42]。
  - 11月16日：江戸市中の金魚（赤色）・銀魚（白色）を清浄光寺の放生池に放つことを許可する。ただし放つときにはその数を目付に報告するよう求めている[43][44]

- 元禄8年（1695年）
  - 2月10日：このころ千住で磔にされた犬2匹見つかる。「犬公方の威を借りて諸民を悩ます」と捨文。8月9日旗本次男で大番の河村甚右衛門が「無作法の体をなし、その上捨文いたした」罪で斬罪に処せられた[45]。
  - 6月1日：四谷、大久保の犬小屋落成。同3日「町中の人に荒き犬」は四谷へ送るよう町触れ。「町中の牝犬残らずこの小屋（四谷）に入れ置かれる」と『加賀藩史料』に記されている[45]。
  - 10月16日：大坂定番で三河国大給藩主松平乗成（松平縫殿頭）組の与力三浦伝之丞と同心8人、同心の子1人の計10人,鳥銃で殺生し鳥を売っていたとして切腹。ほかに浪人1人が死罪獄門、その子は遠島。同組の同心5人遠島、町人2人追放[45]。
  - 10月25日：本郷菊坂（文京区）の旗本屋敷辻番の八兵衛、溝に捨てられた子犬を別の屋敷脇に捨てる。「母犬が来る所に置いた」と弁明したが、「養わず不届き」と牢舎。11月25日、浅草で斬罪獄門。辻番4人追放[45]。
  - 11月14日：中野犬小屋へ江戸町内の犬の送り込みが始まる。「不日に（すぐに）十万頭に及ぶ」（『徳川実紀』、「おおよそ犬拾金万疋なり」『年録』『柳営日次記』）[46]。

- 元禄9年（1696年）
  - 犬虐待への密告者に賞金が支払われることとなった。
  - 2月7日：新材木町（日本橋堀留町）の半兵衛、子犬を絞め殺し、大伝馬町の孫右衛門の手代2人の名を書いて捨て捕まる。半兵衛の、孫右衛門への恨みによる犯行であった。半兵衛は26日に浅草にて磔[46]。
  - 5月18日：犬小屋の犬を養うため御犬上げ金を徴収する、と江戸の町々に御触れがあった。7月4日に、御犬上げ金、小間一間（20坪）につき年に金3分を課すと通告[46]。
  - 5月19日：小石川の水戸家上屋敷前で矢の刺った鴨の死体発見。8月21日小普請奉行の飯田次郎衛門、虚説を申し大島へ流罪、2人追放。犯人不明[46]。
  - 7月6日：本所相生町3丁目（墨田区）で犬が殺された。大工善次郎の弟子市兵衛が捕えられ、磔となった。通報した娘しもに「ご褒美50両」と町触れが出る。西ノ久保（港区神谷町付近）で切り傷のある犬が見つかった。8月9日、村山長古の召使が掴まり、遠島となる。村山に遠慮仰せつけられる。[46]。
  - 8月17日：大酒飲み禁止令。「酒に酔い、心ならずも不届きする者がいる」[46]。
  - 8月22日：「捨て子はいけない。妊娠、出産、傷産、流産、3歳までに死亡かなど大家、地主に知らせなさい」[47]。

- 元禄10年（1697年）
  - 5月18日：御犬上げ金、小間一間につき年金3分を金1分に減額する[47]。
  - 5月25日：旗本渥美友延（渥美九郎兵衛）召使の折茂小兵衛、死罪。2月24日、渥美家屋敷内で鳩を射殺したため[47]。
  - 7月4日：芝で犬が切り殺された件で、筑後国久留米藩主有馬中務大輔（有馬頼元）の掃除人2人が牢舎となった。処罰不明。8月13日、有馬頼元、遠慮を命じられる[47]。
  - 7月27日：銃で殺生をした男、大坂で斬刑。息子の遠島刑猶予を河内国通法寺が隆光を通じ嘆願し、認められる[47]。
  - 10月9日：全国の造り酒屋に運上金（酒の値段の五割）上納を命じる[47]。
  - 10月13日：青山宿での捨て犬の件で近藤德用（近藤登之介）組の同心2人、伊東出羽守の辻番人追放[47]。
  - 10月26日：青山久保町の喜三郎、子馬3匹捨てた罪で、江戸市中引き回し品川鈴ヶ森刑場で獄門[47]。

- 元禄11年（1698年）
  - 2月15日：本郷3丁目（文京区）の谷口与右衛門、犬を切り殺し千住小塚原刑場で磔。加賀藩屋敷脇で犬に囲まれ、脇差で1匹の頭を傷つけた。母は息子の死を嘆き鈴ヶ森刑場と小塚原刑場に石塔を立てた（『江戸真砂六十帖』）[48]。
  - 8月8日：出羽国庄内藩の足軽が江戸に向かう途中、野間村（栃木県那須塩原市）で駄賃馬を切り殺した。酒に酔い前後不覚だったため幕府評定所、江戸十里四方と在所追放とする[48]。
  - 画家で芸人の英一蝶、三宅島に流罪となった。流罪に至った理由は諸説あるが、正式採用されたのは「釣りを行った罪」であるとされる。この年、釣り道具の販売禁止が追加で通達されている。

- 元禄12年（1699年）
  - 10月2日：世田谷の20ヵ村に対し、中野犬小屋の犬の養育が提案された。1匹につき年に金3分の養育費を支払う。犬を養育する村はその後増え、宝永3年（1706年から5年（1708年）までに幕府が近郊の百姓に支払った養育金の合計は3万5430両になった（『竹橋余筆』）。1年平均で1万1810両。計算上、犬は1万5747匹養われていたことになる[48]。

- 元禄15年（1702年）
  - 10月13日：伯楽（馬医）の橋本権之助、飼っていたアヒルを襲った犬を殺し、切腹を仰せ付けられた[49]。

- 元禄16年（1703年）
  - 2月4日：幕領南山代官所管内（福島県）、南会津西沢村の馬喰彦八、捨て馬により磔[49]。
  - 12月7日：火事地震につき（11月の「元禄の大火」と同月の「元禄地震」）、当年の犬扶持（御犬上げ金）が免除された。同18日、半年分返却。翌年も赦免[49]。

- 元禄17年（1704年）、改元して三月以降は宝永元年（1704年）
  - 2月18日：「生類憐みの志、いよいよ大事である。捨て子、捨て牛馬、捨て犬は堅く禁じる」[49]。
  - 3月13日：宝永に改元。大地震後も天変地異、大火災、綱吉の肉親の死が続いた。綱吉は祈祷に頼り、生類憐みの令を連発したとされる[49]。
  - 6月14日：大地震被害が甚大であったため、御犬上げ金赦免。翌年も赦免[49]。

- 宝永2年（1705年）
  - 6月3日：「牛馬に重荷あるいは嵩高のあるものを負わせてはならない」[50]。
  - 9月7日：漁師以外の釣り禁止。同20日、愛玩としての鳥の飼育禁止、同28日牛馬犬猫以外の獣類の飼育禁止、など新規項目の御触れが続々追加された[50]。
  - 11月6日：「鳥方の者、鵜を捕えるのにモチ竿を投げつけるは生類憐みに背く」と追放、押込となる[50]。
  - 11月25日：切手門番の肥田十郎左衛門の家人が鳥を獲り、肥田も飼育したため職を奪われ閉門[50]。

- 宝永3年（1706年）
  - 8月18日：中野犬小屋へ犬移しの立ち会いに行った徒目付2人、犬をよく見ていなかったとして追放になる[50]。
  - 8月21日：旗本岡野宗明（岡野孫市郎）の中間庄兵衛、庭掃除中に鶏と餌の奪い合いをするアヒルを箒で手荒に追い払い死なせた。庄兵衛は遠島。餌詰まりで死亡と検分した徒目付の石黒太夫、北条平七の両名遠島[50]。
  - 8月30日：「鳥商売、ウナギ、ドジョウの商売禁止。牛馬に重荷だけでなく、かさの張る物も積んではいけない」[51]。

- 宝永4年（1707年）
  - 2月22日：「雑説流言を申し触れる者がいる。落書捨文はいけない。牛馬に重荷、飼鳥、鳥獣商売一切禁止」[51]。
  - 8月11日：「鳥商売厳禁。所々の茶屋でアナゴと称しウナギ蒲焼を売ると聞く。その者は召し捕り牢舎する」[51]。
  - 8月27日：小石川御殿で放し飼いにされていた鶴が死に、御殿の鳥飼番4人が重追放処分を受けた[51]。

- 宝永5年（1708年）
  - 7月19日：「前々より触れている通り漁師以外釣り、鳥商売、茶屋でのウナギ、ドジョウ料理は禁止である」[51]。
  - 9月29日：小姓組の仙石左門、馬が途中で患い出したが、粗末に扱い、閉門を仰せ付けられる[51]。
  - 10月27日：寄り合い番3人が酔って馬に傷をつけ、1人追放、2人は遠慮[52]。
  - 12月16日：最後の生類憐みの令。「馬持ちの者、1人で2、3匹引き歩く者がいると聞く。万一馬が病気になったり、けがをしたりした時によろしくない。1人1匹にしなさい」[52]。

- 宝永6年（1709年）
  - 1月10日：綱吉、はしかで死去[52]。
  - 1月20日：生類憐みの禁が解かれた。町奉行御触れ「生類の儀、今後は（幕府から）おかまいはない。もっとも憐れむことは憐れみなさい」。小石川・鳥屋敷に飼い置いていたトビ、カラスを放す[52]。
  - 2月1日：鳥獣が死んだ時の検死をやめ、将軍家の食材の禁制を廃止した[52]。
  - 2月2日：小石川の野鶴畜養所を廃止し、野鶴を放す[52]。
  - 3月1日：老中列座に仰せ。「鼠は衣類を害するので猫を飼い、鼠を捕らせなさい。鹿猪は田畑を荒らし人が困るので殺し、その皮は売り買い致し、肉は食べるものである」[52]。
  - 3月2日：酒運上金を廃止。鳥、ウナギ、ドジョウの商売を解禁し、囚獄に入れられていた者（人数不明）を釈放する[52]。

## 歴史上での生類保護政策
7世紀後半から8世紀にかけての律令体制下では、動物の肉食や殺生が制限もしくは禁止を目的とした法令が散見される。これらは殺生を禁じた仏教の影響下にあるとみられている。
- 天武天皇四年（675年）の法令。稲作の期間に当たる4月から9月までの罠を使っての狩猟と漁、農耕に使うウシ・ウマ、家畜であるイヌ・ニワトリ、人に近いサルの肉食を禁じたものある[53]。持統天皇期の691年にも禁令が出されている。
- 732年から794年までには計11回法令が出されている（『続日本紀』）

また、江戸幕府においても慶長17年（1612年）の農民取締法令において、牛を殺すことを禁じており、各藩でも同様に殺生や肉食（シカ・ウシ・イノシシ・イヌなど）を禁じる法令が出されている。
津藩では、寛文6年（1666年）にイヌを殺すことを禁じた法令を出している。

## 世界の類似事例
5世紀頃の中国では、大乗仏教の偽経『梵網経』の第3に食肉戒より、動物の命を絶つことを理由に、肉食を完全に禁止している。また、北宋の徽宗は1102年、犬肉食禁止令を出した。
日本と同じく大乗仏教の影響が強かった朝鮮半島においても、高麗時代まで同様の法令が発布されている。
- 新羅： 動物殺傷禁止令（529年、711年）
- 百済： 殺傷禁止令（狩猟や鷹の飼育も禁止、漁民には魚網を焼き捨てさせている）（599年）
- 高麗： 屠殺禁止令（968年、998年）